# Cactus Data Shield
Cactus Data Shield (CDS) è un sistema anticopia per CD musicali sviluppato nel 2001 dall'azienda israeliana Midbar, in seguito acquisita da Macrovision.
Utilizzato principalmente dalle case discografiche EMI e BMG nei primi anni 2000, CDS mirava a contrastare la copia e la condivisione online delle tracce musicali. Faceva parte di una serie di misure antipirateria attuate dalle major discografiche, note come Copy Control.
Furono commercializzate tre versioni di CDS: CDS-100, compatibile solo con i lettori musicali tradizionali; CDS-200, che permetteva la riproduzione anche su PC tramite un player proprietario; e CDS-300, che consentiva di effettuare copie per uso personale protette da DRM.

## Caratteristiche
La protezione sfruttava le differenze tra i lettori CD audio tradizionali e i lettori CD-ROM dei computer. I dischi protetti con questa tecnica non rispettavano la specifica Red Book e contenevano intenzionalmente dati non validi. I lettori musicali tradizionali erano progettati per correggere questi tipi di errori e riuscivano a riprodurre l'audio applicando tecniche di interpolazione; i lettori CD-ROM dei PC, invece, tipicamente non riuscivano a riprodurre i dischi. Nella seconda versione del sistema anticopia, CDS-200, in aggiunta alla sessione audio, venne introdotta una sessione dati contenente versioni compresse delle tracce audio, leggibili esclusivamente con un software proprietario. In alcuni casi, tuttavia, la protezione si rivelò inefficace.

### Lettore proprietario
Al primo inserimento di un CD protetto con questo sistema in un computer Windows, viene installato automaticamente un player esclusivo (wmmp.exe o player.exe) senza un esplicito consenso dell'utente, ma disinstallabile tramite un'apposita applicazione inclusa nel CD. Il lettore proprietario si avvierà ogni qualvolta si vorrà riprodurre un CD protetto con lo stesso sistema, impedendo l'uso del riproduttore multimediale predefinito. Inoltre, viene vanificato ogni tentativo di copia sull'hard disk delle tracce musicali contenute nel CD (anche in formato audio differente dall'originale).